# Административное деление Таджикистана
Административно-территориальное деление Таджикистана — определяется Конституционным Законом Республики Таджикистан от 4 ноября 1995 года № 101 «О порядке решения вопросов административно-территориального устройства Республики Таджикистан».
Согласно этому закону, административно-территориальными единицами и населенными пунктами Таджикистана являются:
- область (тадж. вилоят);
  - город (тадж. шаҳр);
  - район (тадж. ноҳия);
    - посёлок (тадж. шаҳрак);
    - сельская община (тадж. ҷамоати деҳот);
      - село (тадж. деҳа).

Районы подразделяются на сельские и городские, которые могут находиться в республиканском, областном либо городском подчинении.
Населённые пункты Республики Таджикистан подразделяются на городские и сельские поселения.
К городским поселениям относятся города и поселки, а к сельским — села, независимо от их административной подчиненности.
Города могут быть республиканского, областного и районного значения.
В настоящее время Республика Таджикистан состоит из Горно-Бадахшанской автономной области, Согдийской и Хатлонской областей, 18 городов, 47 районов (включая 9 районов республиканского подчинения), 62 посёлка, 370 сельских джамоатов и 4223 сёл.
| № | Русское название                      | Таджикское название                | Число районов | Число городов | Административный центр | Население, чел 2023 | Территория, км² | Плотность, чел./км² |
| - | ------------------------------------- | ---------------------------------- | ------------- | ------------- | ---------------------- | ------------------- | --------------- | ------------------- |
| 1 | Душанбе                               | Душанбе                            | 4             | 1             |                        | 1 228 400           | 200             | 6142                |
| 2 | Горно-Бадахшанская автономная область | Вилояти Мухтори Кӯҳистони Бадахшон | 7             | 1             | Хорог                  | 232 700             | 64 200          | 3,6                 |
| 3 | Согдийская область                    | Вилояти Суғд                       | 10            | 8             | Худжанд                | 2 889 400           | 25 400          | 113,8               |
| 4 | Хатлонская область                    | Вилояти Хатлон                     | 21            | 4             | Бохтар                 | 3 649 300           | 24 400          | 149,6               |
| 5 | Районы республиканского подчинения    | Ноҳияҳои тобеи ҷумҳурӣ             | 9             | 4             | Душанбе                | 2 163 600           | 28 600          | 75,7                |
|   | Всего                                 |                                    | 47            | 18            |                        | 10 163 400          | 143 100         | 71                  |

## История
| Уральская область     | Тургайская область      |
| Акмолинская область   | Семипалатинская область |
| Семиреченская область | Сырдарьинская область   |
| Самаркандская область | Ферганская область      |
| Хивинское ханство     | Бухарский эмират        |
| Закаспийская область  |                         |

### Древний период
Самое раннее упоминание о территориальных единицах земель, населённых предками таджиков сохранилось в «Авесте». Так, страна называлась «дахью» (авест. «dahyu-», тадж. деҳа) и состояла из нескольких областей — «гава» (авест. «gava-»), которые объединяли несколько сельских общин — «вис» (авест. «wīs-»). Вместе с тем, «дахью» было понятием прежде всего территориальным, географическим, нередко указывавшим и на значительную этническую общность, но ещё не самая административная единица в составе сложившегося государства. Во главе «дахью» стоял «дахьюпати» (авест. «dahyu-pati-»), «гава» управлялась «гавапати» (авест. «gava-pati-»), «вис» — «виспати» (авест. «wīs-pati-»).
В более поздние времена территория современного Таджикистана входила в состав Ахеменидской империи. Вся Ахеменидская держава была разделена на военно-податные округа — сатрапии (др.-перс. xšaθra — царство; перс. شهر‎, тадж. шаҳр), которые управлялись наместниками — сатрапами (др.-перс. xšaθrapāvan — хранитель царства; пехл. šatrap, новоперс. شهربان‎, тадж. шаҳрбон). При Дарии I, согласно сообщению Геродота, было 20 сатрапий. Территория современного Таджикистана входила в XIX сатрапию.
Александр Макендонский, покорив Ахеменидскую империю, в целом сохранил эту систему, однако объединил Согдиану и Бактрию в одну сатрапию. Позже эта сатрапия была преобразована Диодотом в Греко-бактрийское царство. Деление на сатрапии сохранялось в государстве Селевкидов (где глава сатрапии назывался однако стратегом), Парфянском царстве, Кушанском царстве, империи Сасанидов.

### Исламский период

#### Государство Саманидов
Государство Саманидов включало в себя две крупные области: Мавераннахр и Хорасан. К Мавераннахру относились все территории, расположенные к северу от Амударьи. Среди них ведущими в экономическом, культурном и политическом отношении были Бухара, Самаркандский Согд, Уструшана, Чач, Илак, Фергана, Кеш, Насаф. К Саманидскому государству в той или иной степени принадлежали и области в бассейне верхнего течения и притоков Амударьи — Чаганиан, Хутталь, Кубадиян, Ахарун, Шуман, Вашгирд, Рашт, Кумед, Бадахшан, Курран, Шикинан, Вахан, Рушан, то есть области на территории современного Центрального, Южного и Восточного Таджикистана и Северо-Восточного Афганистана. Области (перс. ولایت‎ — вилайат) делились на рустаки (перс. روستاق‎ — округа), те в свою очередь — на города и деревни.

#### Бухарский эмират
В административном отношении Бухарский эмират, куда входила территория современного Таджикистана, в начале XX в. делился на 23 бекства (перс. بیکیﮔرى‎) и 9 туманов (монг. تومان).
До последней четверти XIX в. Каратегин и Дарваз были независимыми шахствами, управлявшимися местными правителями — шахами (перс. ﺷﺎه‎). В Каратегине в рассматриваемый период насчитывалось пять амлякдарств (перс. املاک داری‎), в Дарвазе — семь. Аннексировав Каратегин и Дарваз, Бухарский эмират преобразовал их в бекства (перс. بیکیﮔرى‎), которые управлялись назначенными Бухарой чиновниками — беками (тюрк. بیک). Бекам, в свою очередь подчинялись диванбеги (тюрк. دیوان بیگی), ясаулбаши (тюрк. یساولباشی), курбаши (тюрк. قورباشی), кази (араб. قاضی‎) и раис (араб. رئیس‎).
Каждое бекство делилось на несколько мелких административных единиц — амляк (араб. املاک‎) и мирхазар (перс. میرهزار‎), во главе которых стояли соответственно амлякдары (перс. املاک دار‎) и мирхазары (перс. میرهزار‎). Низшим чином сельской администрации являлся арбаб (араб. ارباب‎ — староста), обычно один на каждую деревню.
На Западном Памире имелось четыре шахства. Каждое шахство делилось на административные единицы, называвшиеся сада (перс. صده‎ — сотня) или панджа (перс. پنجه‎ — пятерка). Шугнан и Рушан делились на шесть сада каждый. Во главе каждой сада или панджа стоял аксакал (тюрк. آقسقال — старейшина), а в более мелких административных единицах — арбаб или мирдех (перс. میرده‎).

### Советский период
В 1917 году территория современного Таджикистана входила в состав Бухарского эмирата, Самаркандской и Ферганской областей Туркестанского генерал-губернаторства Российской империи. В 1918 году в составе РСФСР была образована Туркестанская Советская Федеративная Республика с центром в Ташкенте, куда вошли северная и восточная части Таджикистана. В 1920 году Туркестанская СФР преобразована в Туркестанскую АССР. 2 сентября 1920 года Бухарский эмират был ликвидирован, а на его территории была провозглашена Бухарская Народная Советская Республика, в состав которой входили центральная, южная и юго-восточная части Таджикистана.
12 июня 1924 года было принято постановление Центрального Комитета Российской коммунистической партии (большевиков) о национальном размежевании республик Средней Азии. В сентябре 1924 года Чрезвычайная сессия ЦИК Туркестанской АССР приняла постановление о национально-государственном размежевании и образовании Туркменской ССР и Узбекской ССР с входящей в её состав Таджикской автономной областью.
БНСР решением V Всебухарского курултая Советов от 19 сентября 1924 года была переименована в Бухарскую Социалистическую Советскую Республику. 14 октября 1924 года сессия Всероссийского Центрального Исполнительного Комитета (ВЦИК) утвердила постановление ЦИК Автономной Туркестанской ССР с изменением — предоставить таджикам право образовать Таджикскую Автономную ССР, а не автономную область.
27 октября 1924 года Бухарская Социалистическая Советская Республика в результате национально-государственного размежевания советских республик Средней Азии была ликвидирована; её территория вошла в состав вновь образованных Туркменской ССР, Узбекской ССР и входящей в её состав Таджикской АССР.
Таджикская АССР была образована 14 октября 1924 года. 5 ноября 1924 года Таджикская национальная комиссия по национально-государственному размежеванию советских республик Средней Азии обратилась в Политбюро ЦК РКП(б) с просьбой об образовании на Памире автономной области и о присоединении её к Таджикской АССР. Возможно, именно этот факт и стал главной причиной образования вместо ранее намеченной Таджикской автономной области Автономной Республики, поскольку две автономные области не могли войти в одно и то же автономное образование.
27 ноября 1924 года вторая сессия ЦИК СССР утвердила решение об образовании Автономной Таджикской ССР в составе Узбекской ССР. В состав Таджикской АССР вошли 12 волостей Самаркандского и Ходжентского уездов Самаркандской области (без Самарканда и Ходжента) Туркестанской АССР и почти вся восточная часть Бухарской ССР (с Гармским, Гиссарским, Кулябским, Курган-Тюбинским и частю Сары-Ассийского вилайетов).
По решению ЦИК Союза ССР от 2 января 1925 года в составе Таджикской АССР была образована Автономная Горно-Бадахшанская область с центром в Хороге.
15 марта 1925 года на торжественном митинге в кишлаке Душанбе была провозглашена «Декларация об образовании свободного автономного Таджикистана».
С 1 по 12 декабря 1926 года в Душанбе состоялся I Учредительный съезд Советов Таджикской АССР, который 1 декабря 1926 года принял Декларацию об образовании Таджикской АССР и вхождении её в состав Узбекской ССР.
В состав Таджикской АССР входили одна автономная и 6 административных областей (вилайетов):
1. Ура-Тюбинский вилайет — на севере.
2. Пенджикентский вилайет — на северо-западе.
3. Дюшамбинский вилайет — в центре (в 1926 году переименован в Гиссарский вилайет).
4. Гармский вилайет — в центральной части.
5. Курган-Тюбинский вилайет — на юго-западе.
6. Кулябский вилайет — на юго-востоке.
7. Автономная Горно-Бадахшанская область — на востоке.

В 1929 году Душанбе был переименован в Сталинабад, а в середине того же года все области были преобразованы в округа.
10 мая 1929 года, решением III съезда Советов Узбекской ССР Ходжентский округ был передан в состав Таджикской АССР (фактическая передача была завершена в октябре 1929 года).
12 июня 1929 года ЦИК СССР своим постановлением преобразовал Таджикскую АССР в Таджикскую ССР. 16 октября 1929 года Таджикская АССР была преобразована в Таджикскую ССР, которая 5 декабря 1929 года непосредственно вошла в СССР.
В начале 1930 года Ура-Тюбинский округ вошёл в состав Ходжентского округа Таджикской ССР; 30 июля 1930 года упразднены также Гиссарский и Пенджикентский округа. Таким образом, в республике осталось 4 округа (Гармский, Кулябский, Курган-Тюбинский, Ходжентский) и Автономная Горно-Бадахшанская область.
1 октября 1931 года оставшиеся округа были упразднены, все входившие в них районы на следующие семь-восемь лет приобрели республиканское подчинение.
16 марта 1938 года на части территории Таджикской ССР были вновь организованы Гармский, Кулябский и Ленинабадский округа, просуществовавшие до октября 1939 года.
Указом Президиума Верховного Совета СССР от 27 октября 1939 года вся территория Таджикской ССР (за исключением АГБО) была разделена на 4 области:
1. Сталинабадская область — на юго-западе (территория бывших Дюшамбинского и Курган-Тюбинского вилайетов);
2. Ленинабадская область — на севере (территория бывших Ура-Тюбинского и Пенджикентского вилайетов и Ходжентского округа);
3. Кулябская область — на юге (территория бывшего Кулябского вилайета);
4. Гармская область — в центре (территория бывшего Гармского вилайета).

В декабре 1941 года АГБО была переименована в Горно-Бадахшанскую автономную область (ГБАО). 7 января 1944 года из частей Сталинабадской и Кулябской областей была образована Курган-Тюбинская область. 19 января 1945 года из южных районов Ленинабадской области была создана Ура-Тюбинская область. Однако 27 января 1947 года обе новообразованные области упразднили, а их районы вернули в состав Сталинабадской, Кулябской и Ленинабадской областей соответственно.
10 апреля 1951 года Сталинабадская область была упразднена, её административные районы перешли в прямое республиканское подчинение. Тогда же центр Гармской области был переведён из пгт Гарм в город (ныне также пгт) Навабад.
В 1955—1962 гг. областное деление Таджикской ССР (за исключением ГБАО) было ликвидировано: 24 августа 1955 года упразднили Кулябскую и Гармскую области, 28 марта 1962 года — Ленинабадскую область. При этом к ГБАО отошёл Калаи-Хумбский район бывшей Гармской области. Административные районы упраздненных областей перешли в прямое республиканское подчинение. В 1961 году столице Таджикистана было возвращено её историческое название — Душанбе.
Вторично области в Таджикистане образовались в 1970-х годах: 23 декабря 1970 года была восстановлена в прежних границах Ленинабадская область, 29 декабря 1973 года — Кулябская, в апреле 1977 года — Курган-Тюбинская. До полного воссоздания прежней сетки АТД 1944—1947 гг. не хватало реставрации Гармской и Сталинабадской областей, что планировалось.
В 1987 году Таджикская ССР делилась на 1 АО, 3 области, 8 районов республиканского подчинения и 5 городов республиканского подчинения (Душанбе, Нурек, Орджоникидзеабад [ныне Вахдат], Рогун, Турсунзаде). В сентябре 1988 года упразднены Кулябская и Курган-Тюбинская области, а на их месте образовывается новая Хатлонская область с центром в Курган-Тюбе, включавшая также и город Нурек. 26 февраля 1991 года Постановлением № 246 Верховного Совета Таджикской ССР городу Ленинабаду было возвращено его историческое название — Худжанд. Область сохранила своё советское название.

### Постсоветский период
9 сентября 1991 года Таджикская ССР провозгласила свою независимость от СССР и стала называться «Республика Таджикистан». В 1991 году Хатлонская область была разделена на Кулябскую и Курган-Тюбинскую области. Однако их обособление было недолгим: уже 2 декабря 1992 года обе области объединились во вторично образованную Хатлонскую область, в состав которой также вошли город Нурек и Яванский район.
11 апреля 1992 года Совет Народных Депутатов Горно-Бадахшанской автономной области в одностороннем порядке провозгласил ГБАО Автономной Республикой Бадахшан, однако Верховный Совет Республики Таджикистан не признал решение СНД ГБАО.
В 1997 году Таджикистан включал одну АО — Горно-Бадахшанскую, две административные области — Ленинабадскую и Хатлонскую, 11 районов республиканского подчинения.
11 ноября 2000 года Ленинабадская область была переименована в Согдийскую.
В середине 2000-х годов д.т. н. профессор Бури Каримов, бывший председатель Госплана Таджикской ССР, выступил с предложением о воссоздании прежней сетки АТД 1944—1947 гг., которая совпадает с историко-культурными областями Таджикистана:
1. Согд
2. Зарафшан
3. Хисар
4. Рашт
5. Вахш
6. Хатлан
7. Бадахшан.